# Wzorzec pojemności
Wzorzec pojemności – układ kondensatorów o znanej pojemności w obudowie ekranowanej elektrycznie.
Pojemność kondensatorów jest obliczana na podstawie dokładnie zmierzonych wymiarów geometrycznych oraz znajomości przenikalności elektrycznej. Do budowy wzorcowego układu pojemności stosuje się najczęściej kondensatory płaskie o kulistym kształcie elektrod lub kondensatory cylindryczne. Wszystkie niezbędne elementy konstrukcyjne utrzymujące elektrody we właściwym miejscu wykonane są z materiałów o dużej rezystywności, powyżej {\displaystyle 10^{16}}Ω m (np. kwarc, bursztyn).
W układach pojemności wzorcowych o wartościach od kilku do 10 000 pF dielektrykiem jest powietrze. Takie wzorce odtwarzają jednostkę pojemności z błędem względnym mniejszym od {\displaystyle 1\cdot 10^{-5}}% (0,1 ppm). Roczne względne zmiany ich pojemności nie przekraczają 0,2 ppm. Współczynnik temperaturowy pojemności wynosi ok. {\displaystyle 2\cdot 10^{-6}{\frac {1}{K}}.} W układach o pojemnościach 10 000 pF do 10 μF dielektrykiem może być mika lub polistyren.